# The Honeycombs
Honeycombs var en brittisk popgrupp som bildades 1963 i London. Gruppen blev mest känd för den kvinnliga trummisen Annie "Honey" Lantree. Vid denna tidpunkt fanns det inte många kvinnliga trummisar. The Honeycombs hade två stora hits "Have I The Right?" 1964 och "That's The Way" 1965. Många av gruppens låtar var skrivna av låtskrivarduon Ken Howard och Alan Blaikley.
Gruppens producent Joe Meek avled plötsligt 1967. I samband med detta försvann också gruppen.

## Medlemmar
- Dennis D'Ell (född Denis James Dalziel 10 oktober 1943, död 6 juli 2005) – sång, munspel
- Martin Murray (född 7 oktober 1939) – gitarr
- Alan Ward (född 12 december 1945) – gitarr
- John Lantree (född John David Lantree 20 augusti 1940) – basgitarr
- Honey Lantree (född Anne Margot Lantree 28 augusti 1943, död 23 december 2018) – trummor
- Peter Pye (född 12 juli 1946) – gitarr (tog över för Martin Murray november 1964)
- Colin Boyd (eg. Colin Nicol, också känd som Colin Hare, Colin Burns och Robin Nicol) – gitarr, keyboard, basgitarr, munspel

## Diskografi i urval
Album
- All Systems GO! (1964)
- It's The Honeycombs (1965)

Singlar
- "Have I the Right?" / "Please Don't Pretend Again" (1964)
- "Is It Because" / "I'll Cry Tomorrow" (1964)
- "Eyes" / "If You've Got To Pick a Baby" (1964)
- "Something Better Beginning" / "I'll See You Tomorrow" (1965)
- "That's the Way" / "Can't Get Through to You" (1965)
- "This Year Next Year" / "Not Sleeping Too Well Lately" (1965)
- "Who Is Sylvia" / "How Will I Know" (1966)
- "It's So Hard" / "I Fell in Love" (1966)
- "That Loving Feeling" / "Should a Man Cry" (1966)